# Союз ТМА-09М
Союз TMA-09M — місія космічного корабля «Союз» до МКС з космонавтами на борту. Мета місії — доставка до МКС трьох членів екіпажу експедиції МКС-36 та повернення їх на Землю.

## Екіпаж
- Федір Миколайович Юрчихін, Росія (4-й політ у космос), командир корабля, бортінженер МКС-36, командир МКС-37;
- Лука Сальво Пармітано (Luca Salvo Parmitano), Італія (1-й політ у космос) бортінженер — 1 корабля, бортінженер МКС-35/36;
- Карен Луджін Найберг (Karen Lujean Nyberg), США (2-й політ у космос) бортінженер — 2 корабля, бортінженер МКС-35/36.

## Політ
Корабель стартував з космодрому Байконур (1-й майданчик) пізно увечері 28 травня 2013 року. Спочатку передбачалося, що корабель буде зближуватися зі станцією дві доби (т.зв. «довга схема»). Однак, успіх попереднього польоту дозволив відмовитися від цього — на борт МКС екіпаж корабля прибув також як і їх попередники менш ніж через шість годин.
У ході польоту космонавти виконали велику кількість експериментів різної спрямованості, взяли і розвантажили вантажні кораблі «Прогрес М-20М», ATV-4 «Альберт Ейнштейн», HTV-4 і «Сігнус».
Космонавт Федір Юрчихін тричі залишав борт станції, а Лука Пармітано зробив два виходи у відкритий космос.
На Землю космонавти повернулися 11 листопада 2013 — спусковий апарат здійснив посадку на південний схід від м. Джезказган (Казахстан).

## Галерея

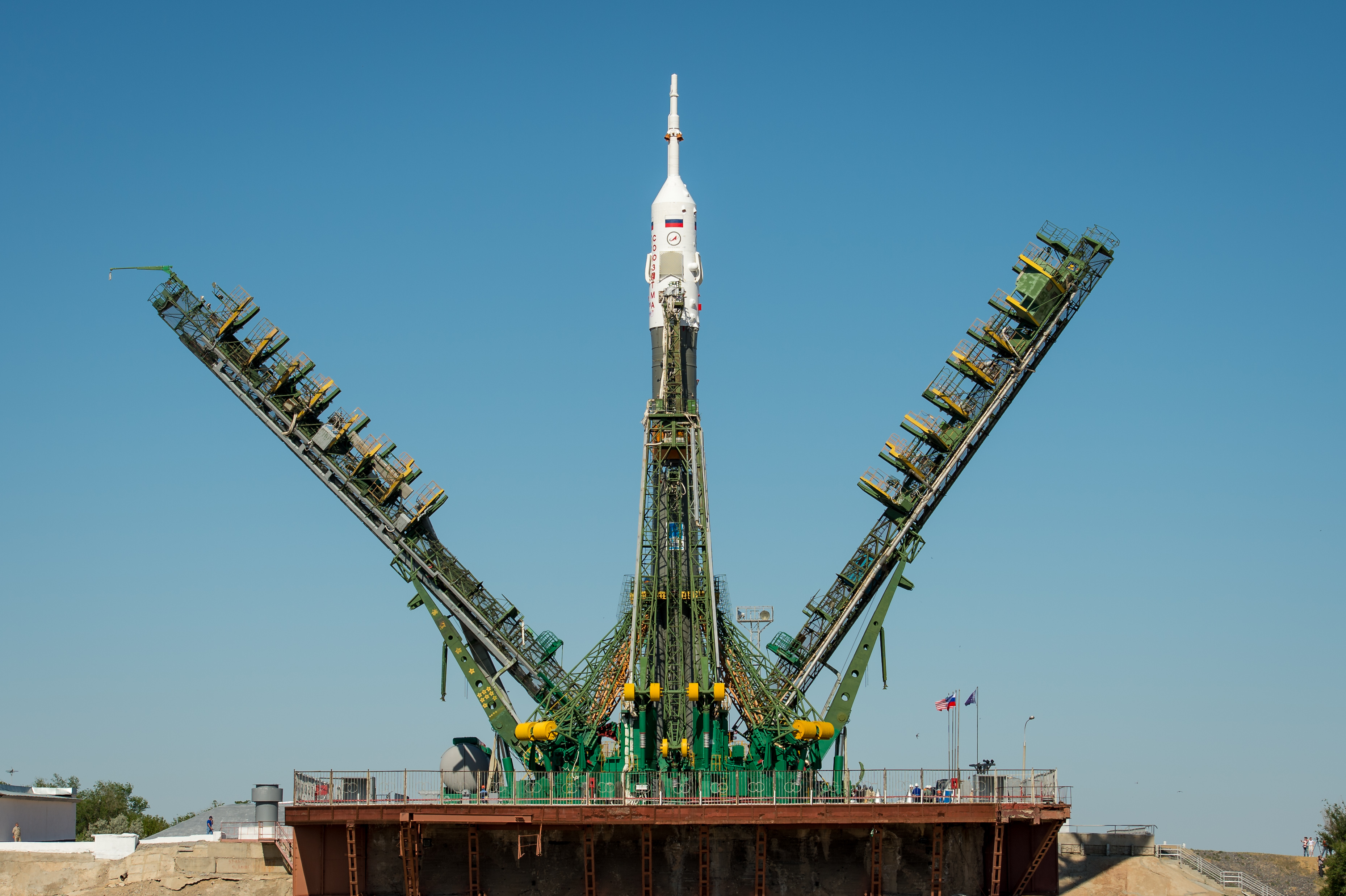
На старті
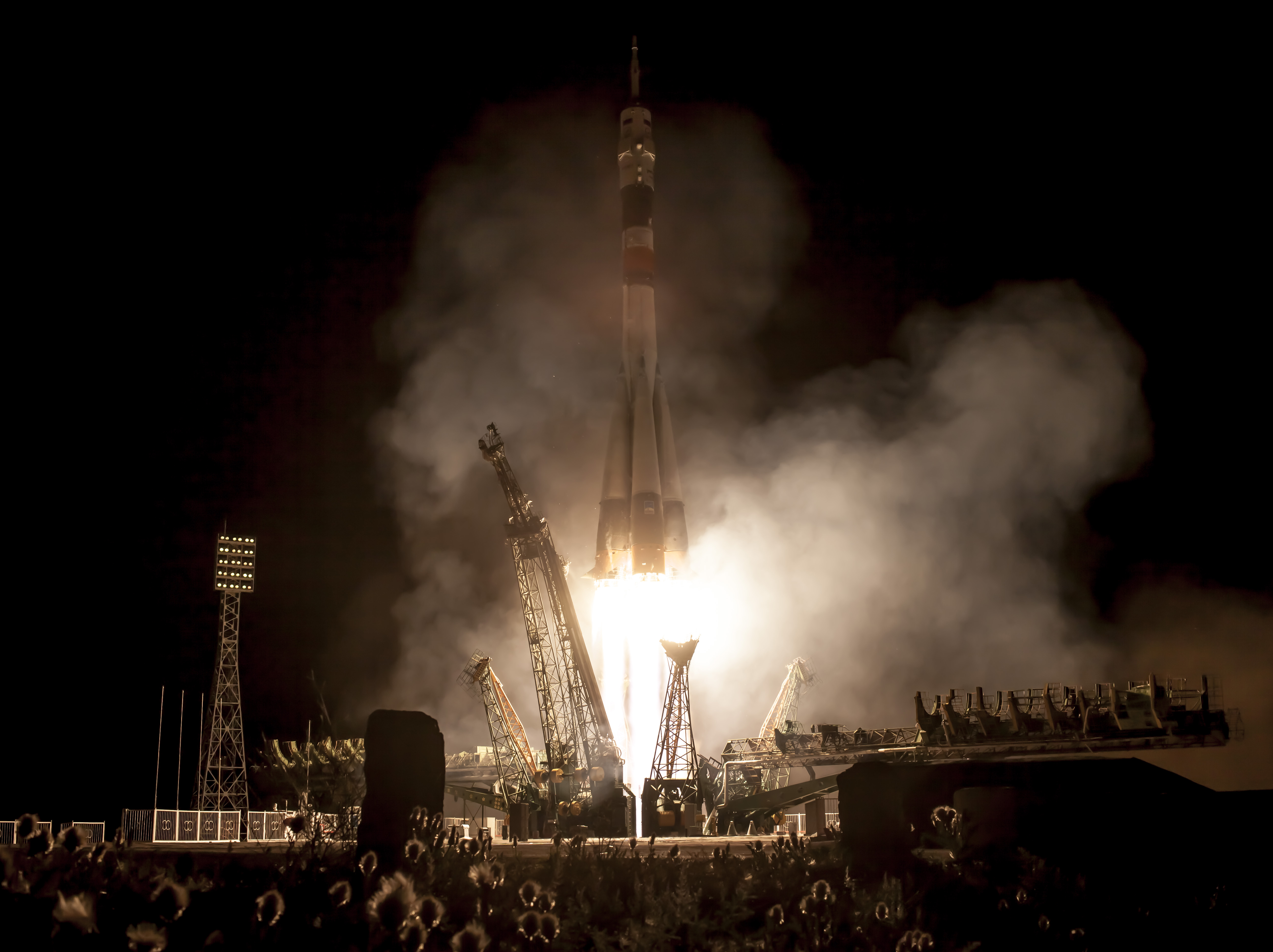
Запуск